# Bataille de la forêt de Hürtgen
Seconde Guerre mondiale
Batailles
France
- Paddle
- Fusilade
- Astonia
- Dunkerque
- Wellhit
- Undergo
- Nancy
- Arracourt
- Metz (Fort Driant)

Belgique
- Moerbrugge
- Geel
- Escaut

Pays-Bas
- Market Garden
- Overloon
- Broekhuizen

Allemagne
- Forêt de Hürtgen
- Aix-la-Chapelle
- Colline du Crucifix
- Clipper
- Queen

La bataille de la forêt de Hürtgen est le nom donné à une série de très durs combats entre les forces américaines et allemandes pendant la Seconde Guerre mondiale dans la forêt de Hürtgen sur environ 130 km2, à l'est de la frontière belgo-allemande entre le 19 septembre 1944 et le 10 février 1945.

## Bataille
La forêt de Hürtgen se caractérise par des vallées escarpées, creusées au milieu de larges plateaux avec peu de routes, tenant dans un triangle formé par Aix-la-Chapelle, Monschau et Düren. La rivière Rour (Roer  en néerlandais, Rur en allemand)  marque sa limite orientale. Le but du commandement américain était de fixer des forces allemandes dans ce secteur de Hürtgen pour les empêcher de renforcer le front plus au nord, entre Aix-la-Chapelle et la rivière Rour, où les Alliés étaient en train de livrer une guerre de tranchées face aux Allemands repliés dans un réseau de villes et villages fortifiés reliés par des fortifications de campagne, pièges à tanks et autres champs de mines. Une seconde raison consistait à pouvoir déborder la ligne de front. Dans cette bataille, l'objectif initial des Américains était de prendre Schmidt (de), de nettoyer Monschau et d'avancer sur la Rour. Le maréchal Walter Model tenta de stopper la poussée alliée, bien qu'il intervînt moins dans les mouvements des unités au jour le jour qu'il ne le fit à Arnhem. Il se maintint pleinement informé de la situation des opérations, prenant des mesures pour retarder la progression alliée en lui infligeant de lourdes pertes, tirant avantage des fortifications de la ligne Siegfried.

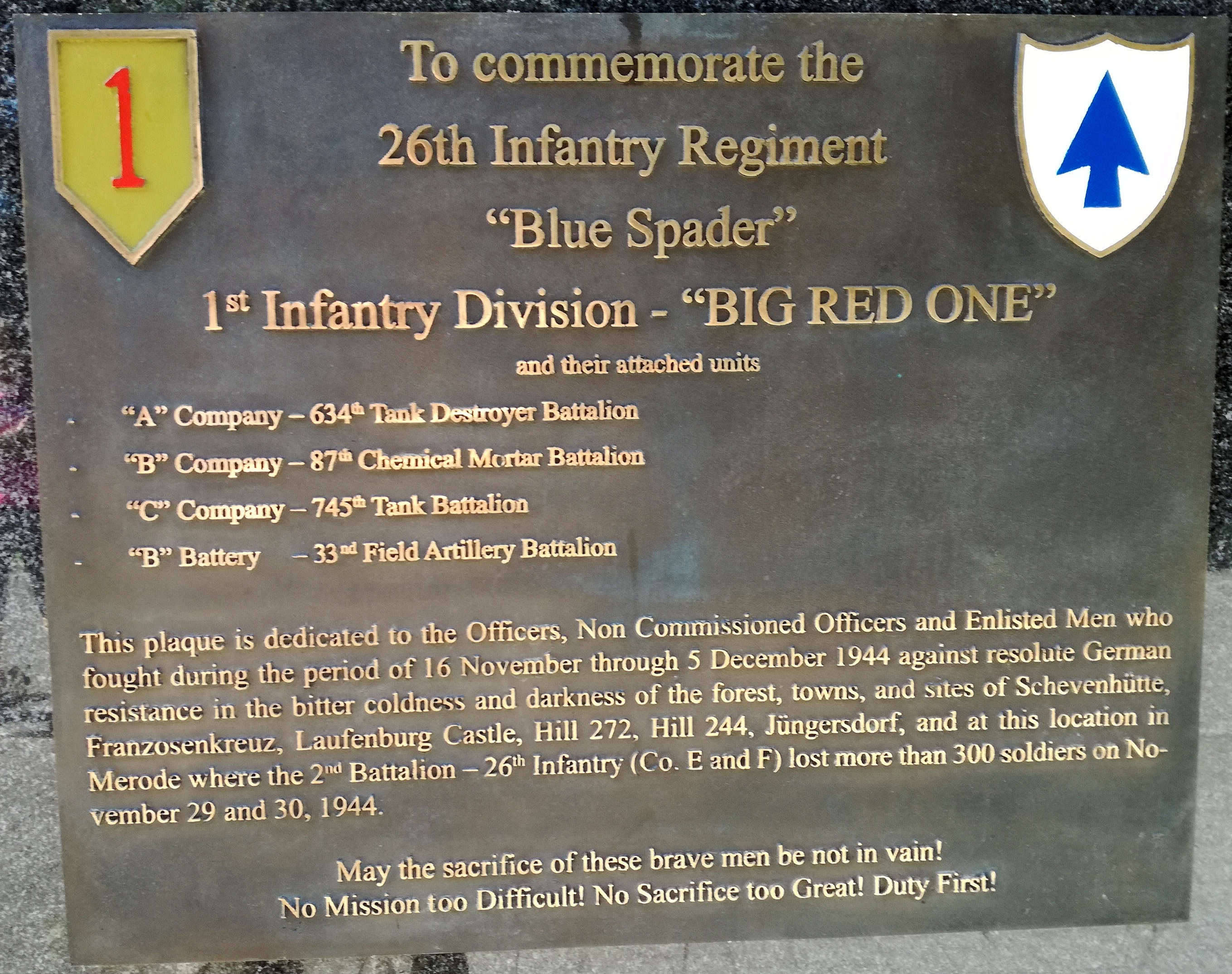
Plaque commémorative en Merode, Allemagne

La forêt de Hürtgen coûta, à la Première Armée américaine, pas moins de 33 000 soldats, tués et blessés, incluant en cela toutes les pertes au combat, pour un gain territorial nul. Les pertes allemandes, quant à elles, se situèrent elles entre 12 000 et 16 000 unités. Aix-la-Chapelle tomba le 22 octobre. Le prix fut élevé en hommes, pour la IXe Armée américaine. Celle-ci perça difficilement jusqu'aux rives de la Rour et ne réussit ni à la franchir, ni à reprendre le contrôle de ses barrages aux Allemands. La bataille de Hürtgen fut si coûteuse en vies humaines qu'elle porte le nom de « défaite de première importance » pour les Alliés, à porter au crédit spécifiquement du maréchal Model, pour la résistance dont les Allemands firent preuve et aux pertes qu'ils infligèrent aux troupes alliées,.
Les Allemands défendirent férocement la région pour deux raisons :
- elle devait servir de zone de passage pour l'offensive des Ardennes qui était alors en préparation ;
- elle donnait accès au barrage de Schwammenauel qui soutenait le lac de la Rour (Rurstausee) qui était une structure majeure du réseau de défense allemande. En amont se trouvaient de plus petites structures. Ainsi, le barrage de Paulushof tenait l'Obersee et celui d'Urft, l’Urfttalsperre. S'ils avaient été ouverts en grand, l'eau aurait inondé les terres basses en aval et empêché ainsi toute traversée de la rivière. Les Alliés ne comprirent cela qu'après plusieurs sévères revers. Les Allemands, de leur côté, furent capables de tenir la région jusqu'à leur dernière offensive majeure sur le front Ouest, à savoir, celle des Ardennes.

## Analyse historique

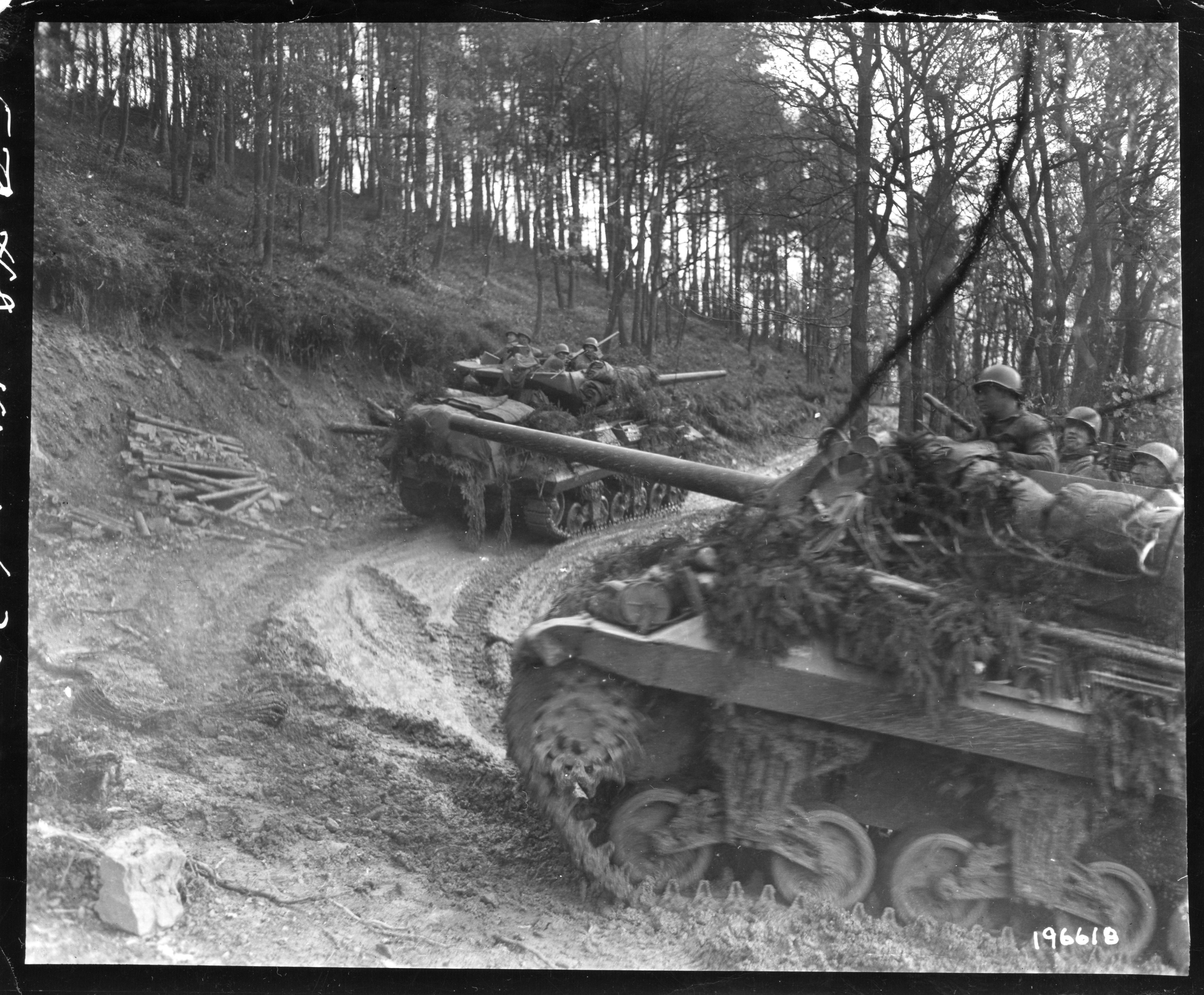
Des chasseurs de char M10 avancent dans la forêt de Hurtgen, 18 Novembre 18 1944.

Ernest Hemingway, alors correspondant de guerre, compara la bataille de la forêt d'Hürtgen à la bataille de Passchendaele pendant la Première Guerre mondiale. Beaucoup de généraux allemands compareront également cette bataille à celles de 1917-1918 et le général Freiherr von Gersdorf dira qu'elle était plus horrible que tout ce qu'il avait connu sur le front russe.
Les discussions des historiens tournent sur le fait de savoir si cette bataille avait un sens stratégique ou tactique. Une des analyses est que la stratégie sous-estima la force et la détermination des soldats allemands, croyant que leur esprit de combat s'était effondré totalement après les durs combats de Normandie et le stress de la fuite lors de la réduction de la poche de Falaise. Le commandement américain ne prit pas non plus la mesure de l'impénétrable forêt et ses effets sur la réduction de l'efficacité de l'artillerie et l'impossibilité d'un soutien aérien. En plus, les forces américaines se concentrèrent sur le village de Schmidt et n'essayèrent pas de conquérir les stratégiques barrages sur la Rour, ni ne reconnurent l'importance de la colline 400 (Hill 400 ou Bergstein) jusqu'à un moment avancé de la bataille.
Aujourd'hui un musée est ouvert au public à Vossenack. On peut apercevoir des bunkers de la ligne Siegfried.

## Dans la culture
- Quand les clairons se taisent (en) (When Trumpets Fade), film américain de 1998. Raconte l'histoire d'un GI et sa peur pendant la bataille de la forêt d'Hürtgen.
- Brouillard d'automne. Éditions Alire 2013. Lionel Noël
- Dans les jeux vidéo Hell Let Loose , War Thunder et company of heroes utilisé comme décors.

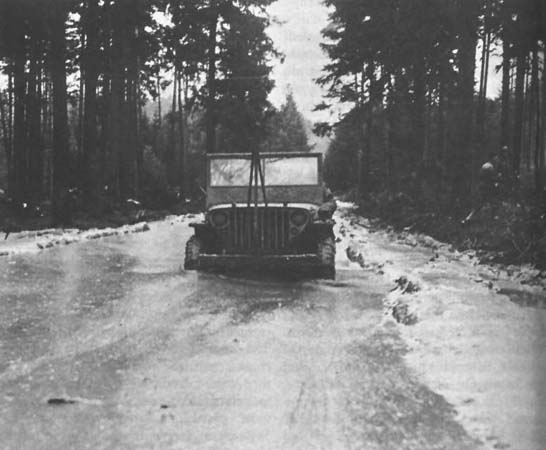
Une Jeep traversant la forêt de Hürtgen.